# 绍夫库尔
绍夫库尔（法語：Chauffecourt，法語發音：[ʃofkuʁ] ⓘ）是法国大東部大區孚日省的一个市镇，属于讷沙托区。

## 地理
绍夫库尔（48°19'56"N, 6°9'5"E）面积1.89 平方千米，位于法国大東部大區孚日省，该省份为法国东北部内陆省份，北起默兹省和默尔特-摩泽尔省，西接上马恩省，南至上索恩省和贝尔福地区省，东临上莱茵省和下莱茵省。
与绍夫库尔接壤的市镇（或旧市镇、城区）包括：马济罗、昂巴库尔、贝通库尔。

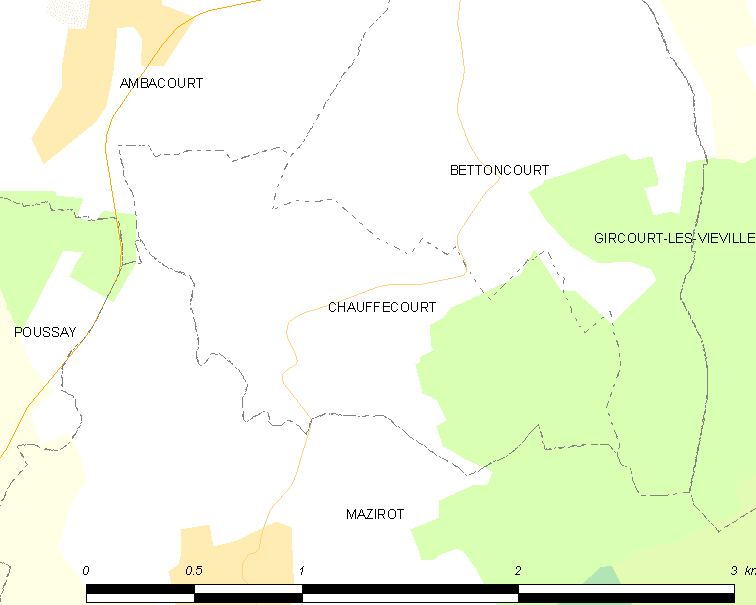
绍夫库尔的OSM定位图

绍夫库尔的时区为UTC+01:00、UTC+02:00（夏令时）。

## 行政
绍夫库尔的邮政编码为88500，INSEE市镇编码为88097。

## 政治
绍夫库尔所属的省级选区为米尔库尔县。

## 人口

1962-2008年间绍夫库尔人口变化图示

绍夫库尔于2022年1月1日时的人口数量为41人。